# Hofendorf
Hofendorf ist ein Ortsteil von Neufahrn in Niederbayern im niederbayerischen Landkreis Landshut.

## Lage
Das Pfarrdorf Hofendorf liegt an der Kleinen Laber etwa drei Kilometer westlich von Neufahrn an der Staatsstraße 2142.

## Geschichte
Bereits 1279 bestätigte der Regensburger Bischof Heinrich II. von Rotteneck die Pfarrei und das Patronatsrecht über die Kirche von Hoverdorf. Hofendorf bildete eine Obmannschaft im Amt Rottenburg.
Im Zuge der Neustrukturierung zu Beginn des 19. Jahrhunderts wurde Hofendorf Teil des Steuerdistrikts Hebramsdorf und bildete 1819 eine selbstständige Gemeinde, in der später auch die Gemeinde Ettenkofen aufging. 1868 hatte die Gemeinde 326 Einwohner in den Orten Aumühl, Ettenkofen, Grubmühl und Hofendorf, das 158 Einwohner, 45 Gebäude sowie eine Kirche und eine Schule zählte. 
Die Gemeinde Hofendorf gehörte zum Bezirksamt Rottenburg und nach der Neubenennung 1939 zum Landkreis Rottenburg an der Laaber. Im Rahmen der Gebietsreform in Bayern wurde sie zum 1. Mai 1978 in die Gemeinde Neufahrn in Niederbayern eingegliedert.

## Sehenswürdigkeiten
- Pfarrkirche St. Andreas. Die Rokokokirche wurde im Jahr 1747 von dem kurfürstlichen Hofmaurermeister Johann Georg Hirschstötter aus Landshut erbaut. Die Rokokoaltäre stammen aus den Jahren 1761 bis 1765, ein Grabmal aus dem Jahr 1323.

## Vereine
- Freiwillige Feuerwehr Hofendorf-Hebramsdorf. Sie feierte 2001 ihr 125-jähriges Gründungsfest.
- Katholische Landjugendbewegung Deutschlands (KLJB) Hebramsdorf-Hofendorf